# Grande synagogue de la Paix
Pour les articles homonymes, voir Grande synagogue.
La grande synagogue de la Paix est un édifice cultuel et culturel consistorial juif qui accueille également un centre communautaire, siège de la communauté israélite de Strasbourg, et du grand-rabbinat du Bas-Rhin.
Elle est située à Strasbourg dans le quartier résidentiel du Parc du Contades dans la Neustadt, bordée par l’avenue de la Paix, la rue du Grand-Rabbin-René-Hirschler – inaugurée en 1962 – et la rue de Turenne.
Elle fut bâtie aux lendemains de la Seconde Guerre mondiale pour remplacer l’ancienne synagogue consistoriale du quai Kléber (1898-1940), pillée et incendiée par les nazis en septembre 1940.

## Histoire

### La synagogue provisoire de la place Broglie

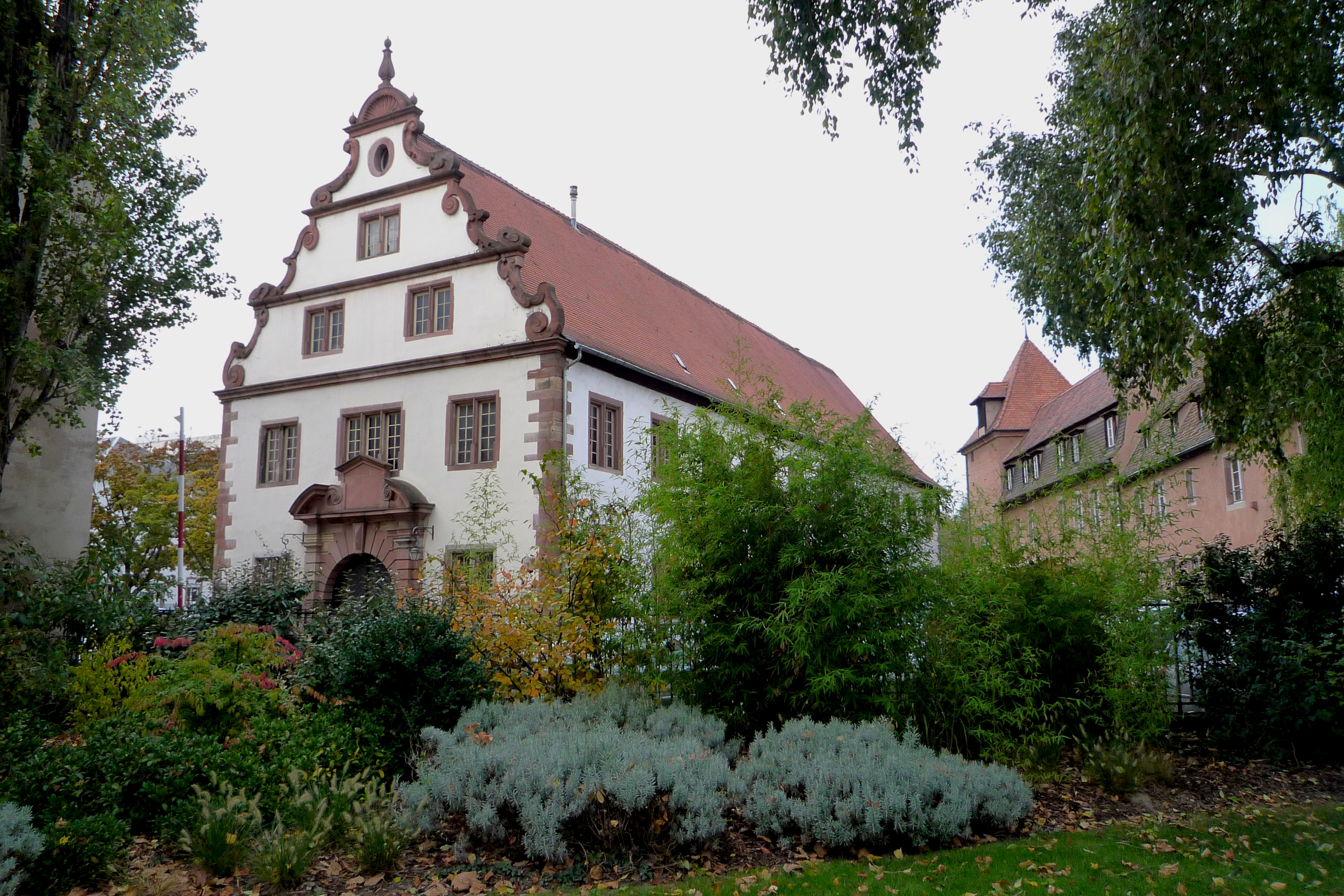
Bâtiment ayant abrité la communauté juive de Strasbourg après la Seconde Guerre mondiale.

Après l’anéantissement de la communauté juive de Strasbourg et la destruction de la synagogue consistoriale du quai Kléber, les rescapés se réunissent dès 1945 autour du grand-rabbin Abraham Deutsch afin de rebâtir un lieu de culte.
Jusqu’en 1948, l’école professionnelle ORT, puis le Palais des Fêtes de Strasbourg, dans la rue Sellénick, vont servir provisoirement d’oratoire.
À cette date, la ville de Strasbourg met à la disposition de la Communauté un bâtiment de l’ancien arsenal situé place Broglie.
C’est un bel édifice Renaissance dont le pignon à volutes s’élève dans la cour de l’ancien couvent des Franciscaines de Sainte Claire, aménagé en arsenal et fonderie de canons pendant la Réforme.
Une grande salle avec tribune est aménagée sur les plans de Lucien Cromback, architecte et président du Consistoire israélite. Depuis la construction de la grande synagogue, cette salle abrite la chapelle de Garnison catholique de la place de Strasbourg.

### Le projet de la nouvelle synagogue
Des pourparlers pour la reconstruction d’une synagogue définitive s’engagent avec la municipalité de Strasbourg de 1948 à 1952. La communauté israélite échange le terrain du quai Kléber contre une parcelle – de superficie équivalente – située au sud-ouest du parc du Contades et donnant sur l’avenue de la Paix.
Le projet de reconstruction fut confié à Charles Ehrlich en mai 1950, président de la Commission administrative. À la suite d’un concours d’architecture, et après la brève participation de Charles-Gustave Stoskopf, le choix se porte sur l’architecte Claude Meyer-Lévy (1908-2008), secondé par Jean-Paul Berst et René Heller,. Les travaux débutent le 23 août 1954. L’inauguration de la nouvelle synagogue et sa consécration ont lieu le 23 mars 1958.

## La nouvelle grande synagogue
La synagogue de la Paix emprunte un style résolument moderne tout en reprenant des symboles traditionnels. La voûte dans la nef principale est ainsi portée par douze colonnes de béton, représentant les douze tribus d’Israël. Son plan est basilical.

### Décoration et aménagement intérieur

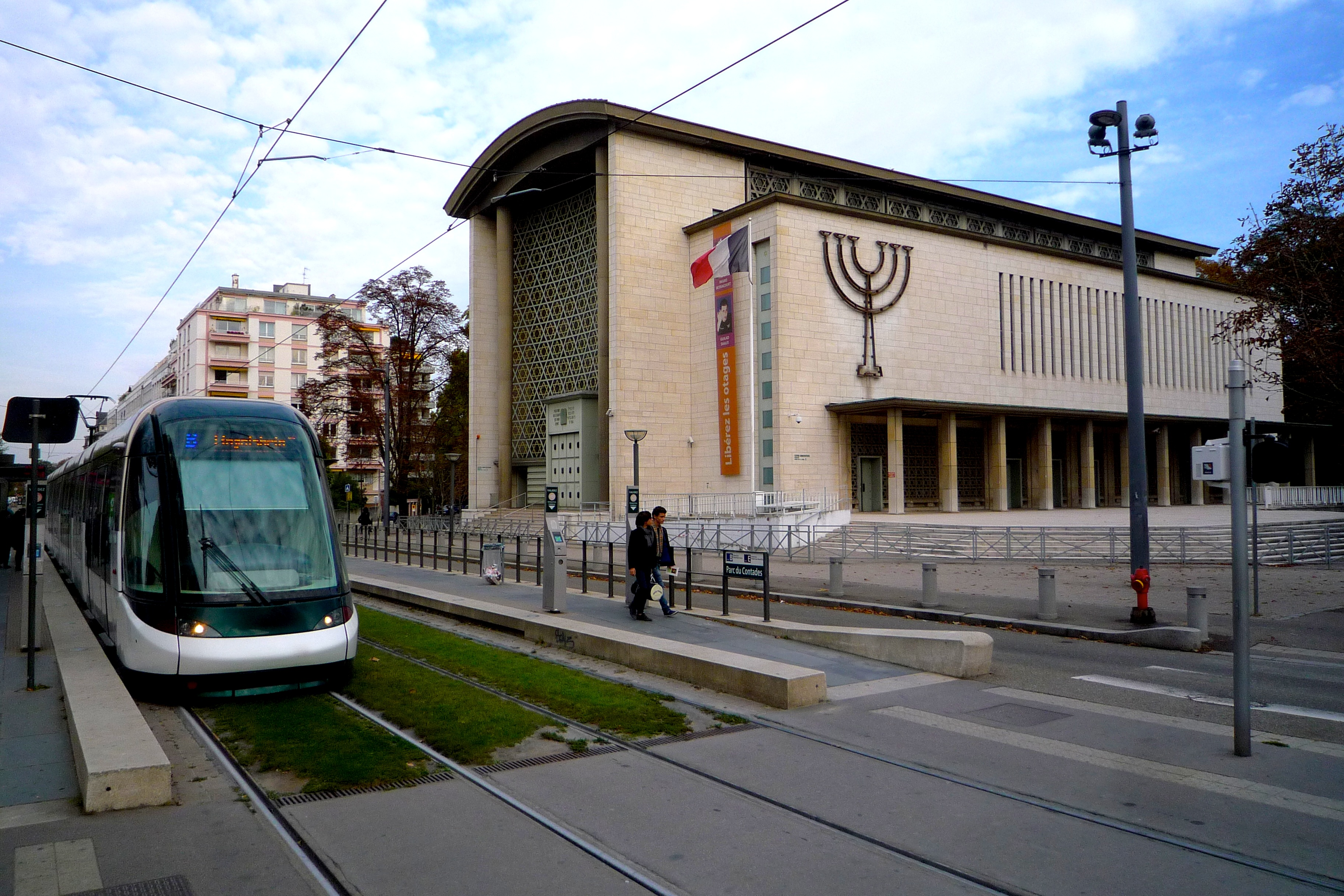
La station de tramway « Parc du Contades ».

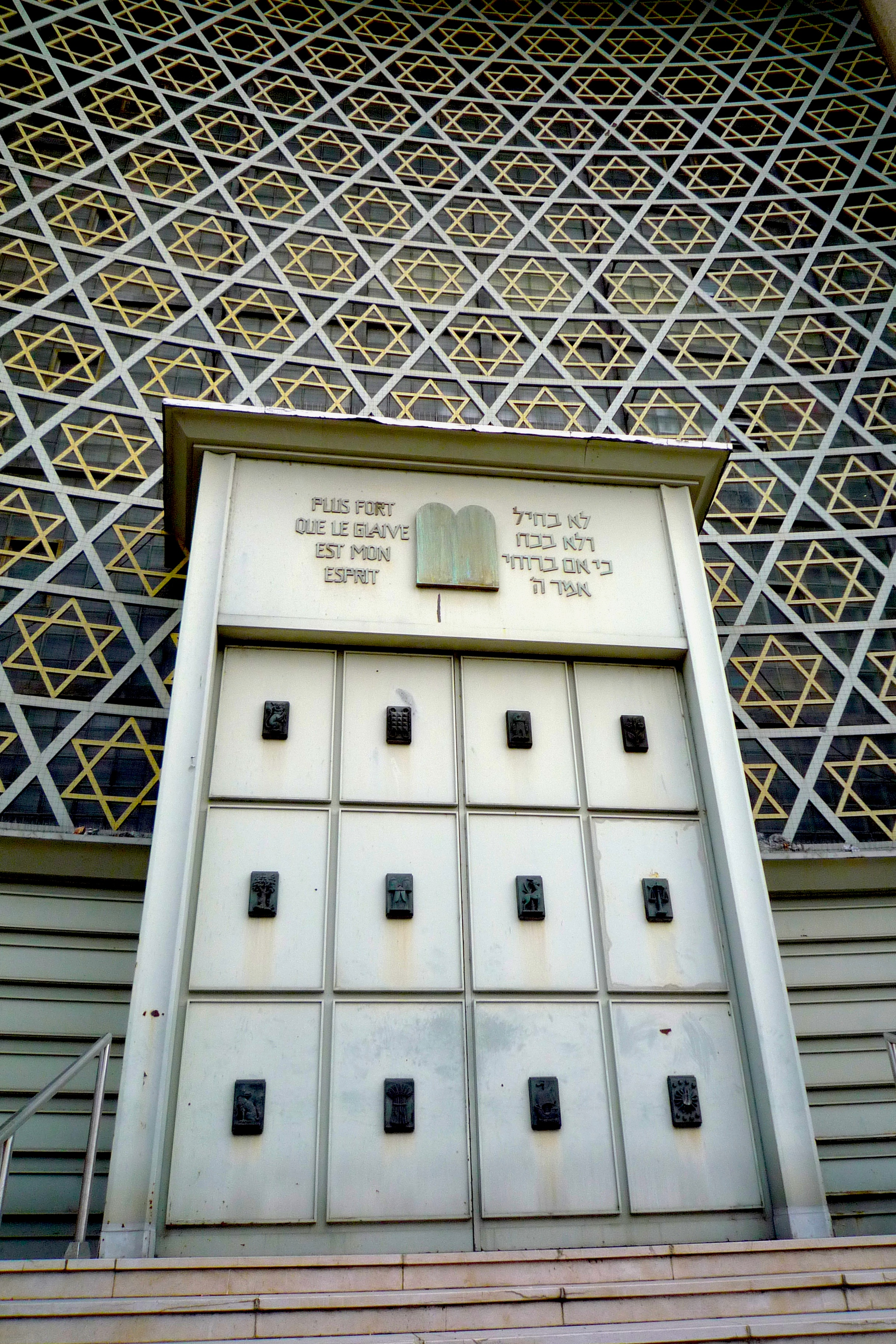
Le grand portail œuvre du ferronnier d’art Gilbert Poillerat.

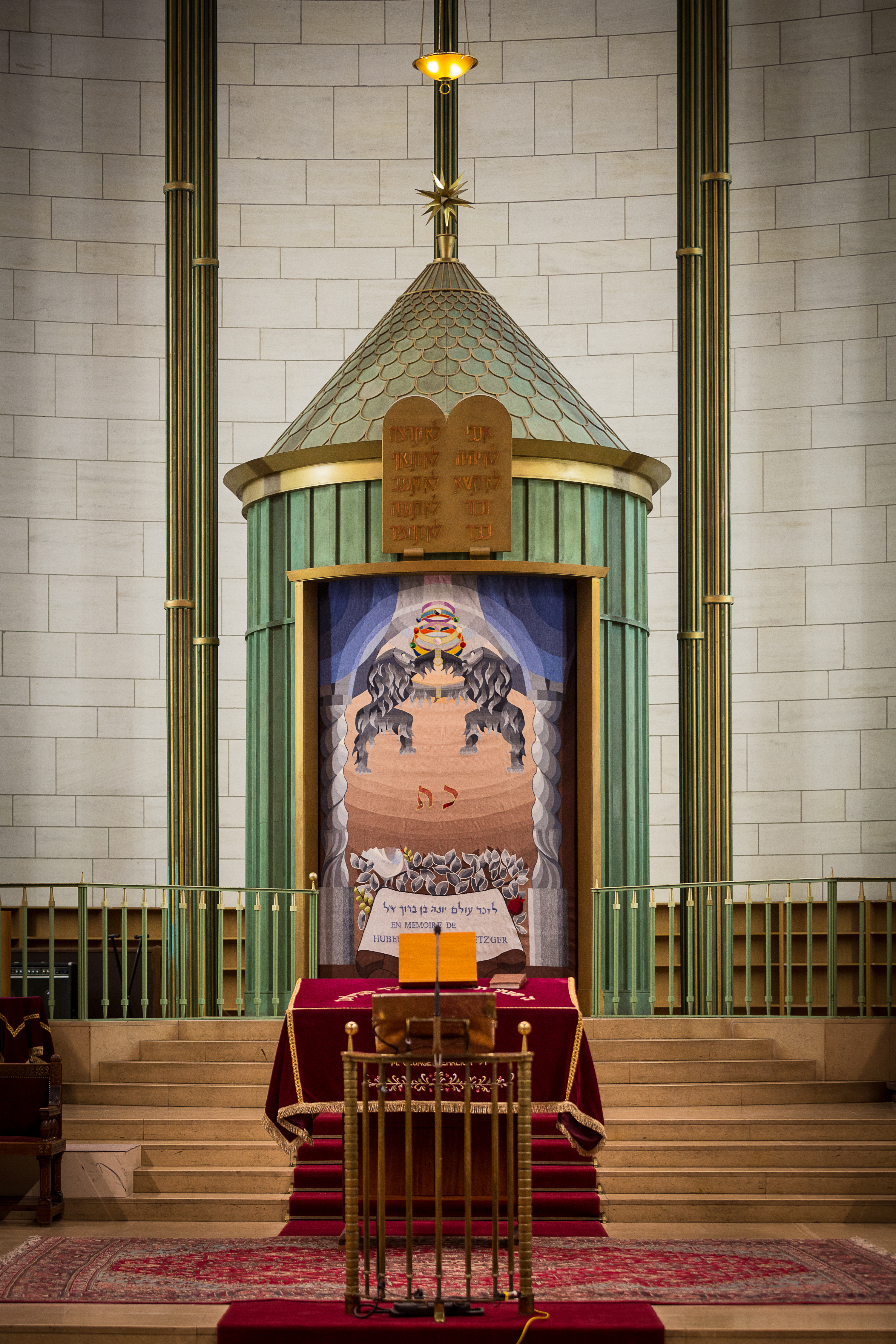
L’Arche d’Alliance.

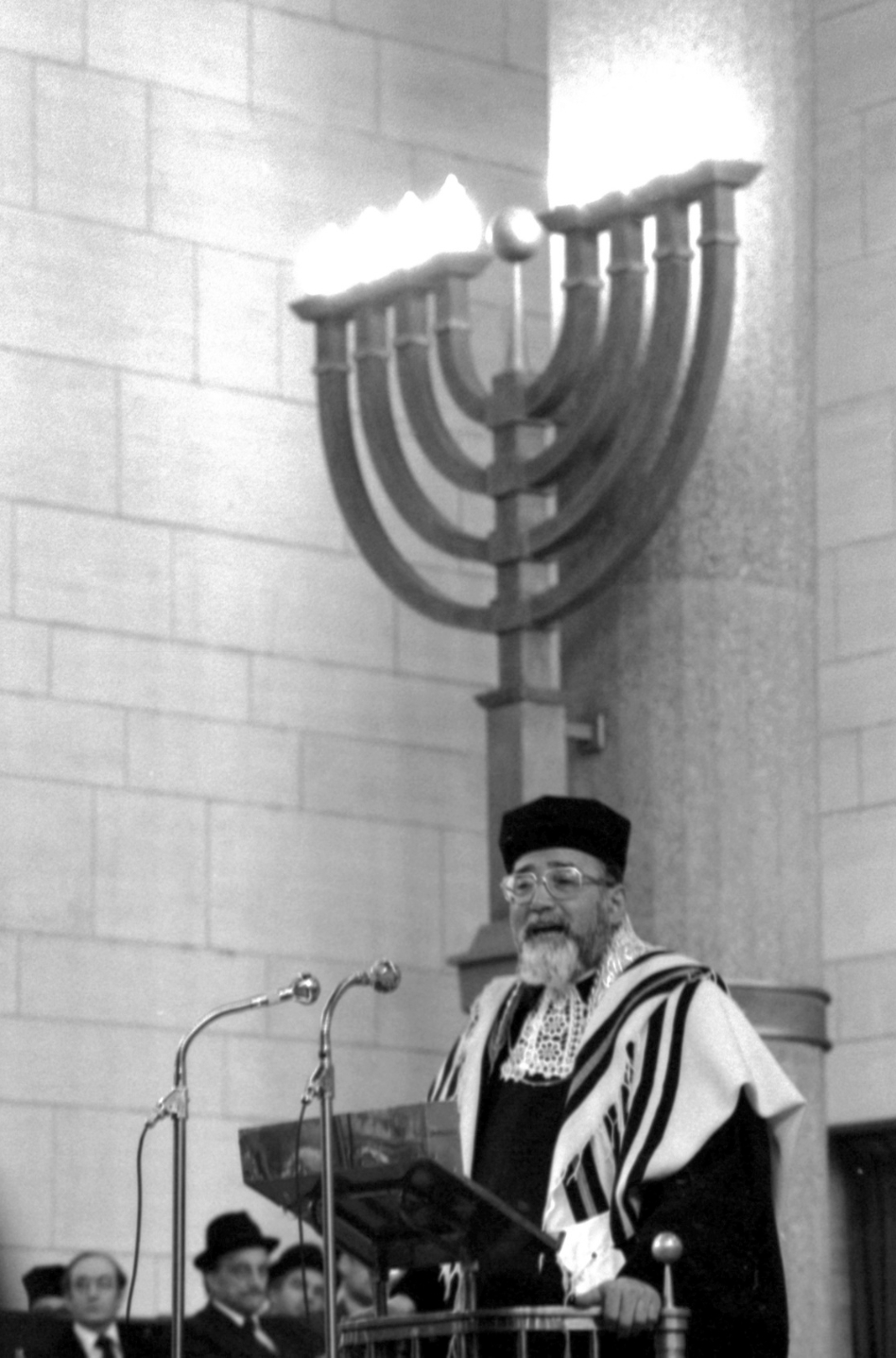
Le grand-rabbin Max Warschawski en chaire, 1980.

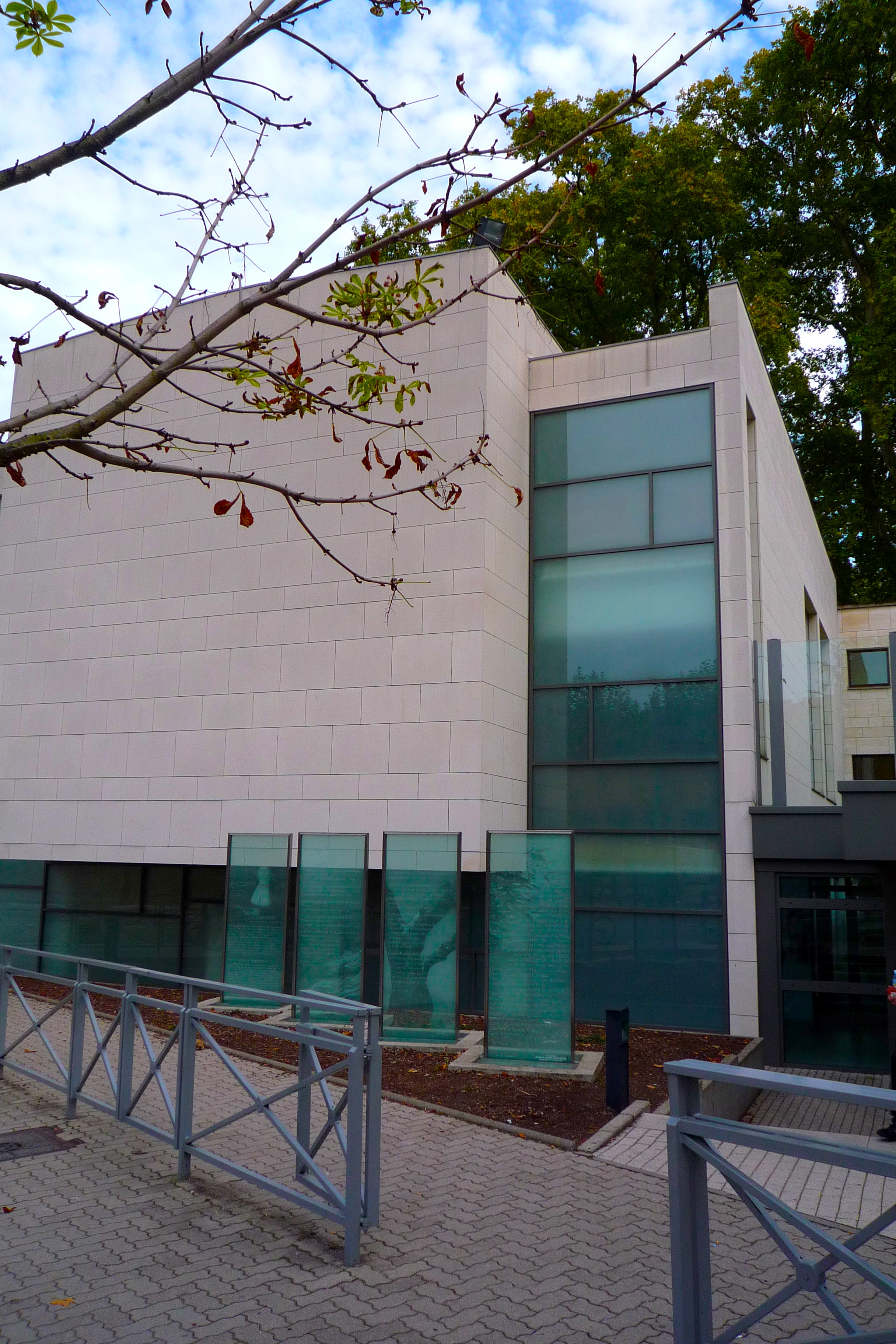
La synagogue Rambam de rite sépharade.

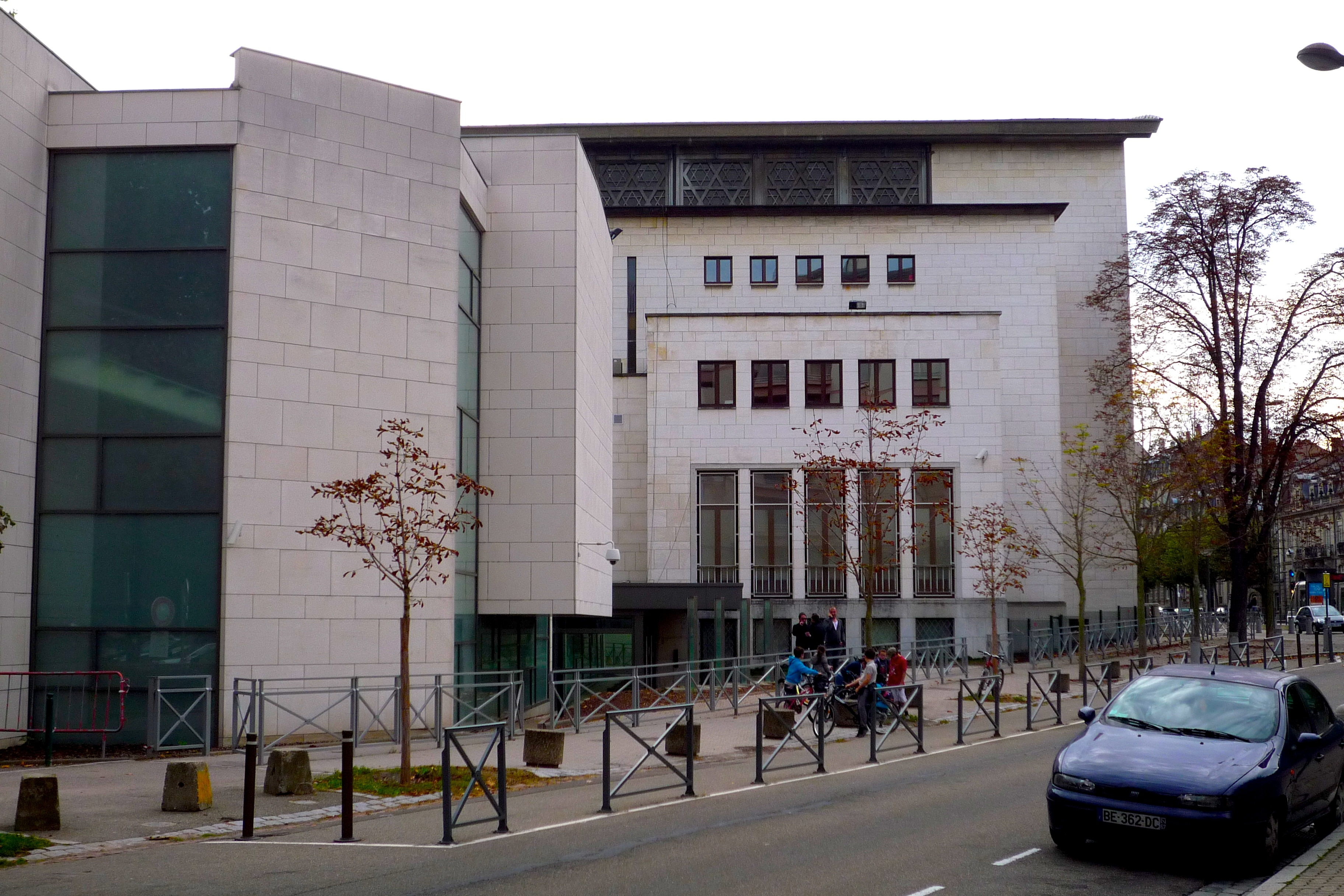
L’espace culturel Grand-Rabbin-Max Warschawski.

Les travaux de ferronnerie qui jouent un grand rôle dans l’ensemble de la synagogue sont l’œuvre du Maître-ferronnier d’art Gilbert Poillerat.
La grande claire-voie étoilée de la façade, où s’inscrit le portail avec des motifs symbolisant les douze Tribus d’Israël ; les portes des bas-côtés donnant sur le parvis, l’Arche sainte, les candélabres, la tevah, les stalles, les lampes de deuil sont exécutés dans ses ateliers ; seul le candélabre de l’Oratoire des Jeunes est réalisé, sur son dessin, par les élèves de l’école professionnelle ORT de Strasbourg.
Le rideau de l’Arche sainte est une tapisserie d'Aubusson sur un carton de Jean Lurçat.
La grande synagogue peut accueillir 1 658 fidèles. L’office y est pratiqué selon le rite ashkénaze et judéo-alsacien. On note la présence d’un orgue liturgique et d’un chœur d’hommes, Le Chant Sacré.

### Lieux de cultes et locaux communautaires
La configuration originale de l’édifice comprend, outre la grande synagogue, un centre communautaire et plusieurs oratoires. La salle René-Hirschler se trouve dans le prolongement de la nef de la grande synagogue séparés par une cloison amovible. Elle est ouverte pour les grandes fêtes, et utilisée pour l’organisation de conférences et de repas. L’oratoire Léo-Cohn se situe au sous-sol dans la salle de fêtes du centre. Il a été installé lors du rapatriement des Juifs de rite sépharade d’Afrique du Nord. Le Merkaz, oratoire Raphaël-Weiler dit Office des jeunes est utilisé pour l’office célébré par les jeunes selon le rite ashkénaze sur des airs judéo-alsaciens ou ceux du rabbin Shlomo Carlebach.
Le bâtiment comprend de plus un « Centre des jeunes », regroupant les services de l’aumônerie de la jeunesses, des salles de cours, les locaux des différents mouvements de jeunes de Strasbourg ainsi qu’un foyer-bar, ainsi que les bureaux et salles de travail de l’administration et des œuvres sociales de la Communauté israélite de Strasbourg.
La Grande synagogue a accueilli par le passé le Restaurant Chalom, à l’époque unique restaurant cacher de Strasbourg. Son exploitation s’est terminée dans les années 1990.
Dans les années 2000, une vaste réhabilitation des locaux communautaires est engagée. Ainsi, la nouvelle synagogue sépharade Rambam est construite à l’emplacement de l’ancienne cour du Centre communautaire ; elle remplace l’oratoire Léo Cohn. L’espace culturel Grand-Rabbin-Max-Warschawski, du nom de l’ancien grand-rabbin de Strasbourg et du Bas-Rhin, de 1970 à 1987, est aménagé à l’occasion de ces travaux. Il accueille un certain nombre d’associations de jeunesse juive dont la radio communautaire Radio Judaïca, le Centre Noah pour la jeunesse, qui anime une cafétéria, le mouvement de jeunesse Bneï-Akiva, les éclaireuses éclaireurs israélites de France, l’Association des Étudiants juifs de Strasbourg et l’Union des étudiants juifs de France.

### Liens
- Site du Consistoire Israélite du Bas-Rhin
- Site du judaïsme alsacien : de la synagogue du quai Kléber à la synagogue de la Paix

- Ressource relative à l'architecture :   - Mérimée
- Ressource relative à la musique :   - MusicBrainz
- Notices d'autorité :   - VIAF